# Le Precheur
Le Precheur – miasto i gmina na Martynice (Departament zamorski Francji); 1699 mieszkańców (2007)